# Alexander Ohm-Januschowsky
Alexander Ignaz August Ohm von Januschowsky Ritter von Wischehrad (* 22. August 1855 in Olmütz; † 9. Dezember 1917 in Loosdorf) war ein österreichischer Lehrer und Dialektschriftsteller.

## Leben
Ohm-Januschowsky wirkte von 1877 bis 1896 als Lehrer in Maria Taferl, danach als Oberlehrer und Direktor in Blindenmarkt.
Er verfasste novellistische Feuilletons sowie zwei Gedichtbände. Er war zudem Verfasser der niederösterreichischen Bauernbundhymne „Ich bin ein deutscher Bauer“ sowie Mitautor von Schulbüchern.
Im Jahre 1917 verstarb er an Tuberkulose und wurde am Friedhof in Loosdorf begraben.

## Familie
Er war Sohn des Redakteurs und Schriftstellers Georg Ohm-Januschowsky (1813–1867). Die Theaterschauspielerin Georgine von Januschofsky war seine Schwester, der Eisenbahninspektor und Kulturpublizist Julius Ohm-Januschowsky (1851–1932) sein Bruder.

## Werke
- Die Spiritistin (Lustspiel)[6]
- Losts mei Bua (Gedichte, 1895)
- Ernst und Gspoaß aus’n Bauerndorf (1898)